# Porta Westfalica
Porta Westfalica – miasto w Niemczech, w kraju związkowym Nadrenia Północna-Westfalia, w rejencji Detmold, w powiecie Minden-Lübbecke, liczy 35 112 mieszkańców (2010). Miasto położone jest na prawym brzegu rzeki Wezery, przy kanionie Porta Westfalica, gdzie rzeka biegnie przez przejście między dwoma górskimi łańcuchami – wyniesieniem Wiehengebirge na zachodzie i wzgórzami Wesergebirge na wschodzie. 
Obecny kształt administracyjny Porta Westfalica został ustalony w roku 1973 przez połączenie 15 gmin otaczających kanion. 
Etymologia nazwy ma pochodzenie łacińskie oznaczające Bramę Westfalii. Geograficznie północna strona kanionu otwiera drogę do Westfalii. Pierwsza wymieniona w kronikach nazwa osady pochodzi z roku 1096 i brzmiała Hausberge, sam termin Porta został pierwszy raz użyty w XIX wieku przez gimnazjalistów miejscowej szkoły.
W miejscowości jest przystanek kolejowy Porta Westfalica.
Miejscowości partnerskie:
- Demmin, Meklemburgia-Pomorze Przednie
- Friedrichshain-Kreuzberg, Berlin
- Waterloo, Stany Zjednoczone